# Panicum tamaulipense
Panicum tamaulipense là một loài thực vật có hoa trong họ Hòa thảo. Loài này được F.R.Waller & Morden mô tả khoa học đầu tiên năm 1983.